# Michael Schär
Michael Schär (ur. 29 września 1986 w Geuensee) – szwajcarski kolarz szosowy.

## Najważniejsze osiągnięcia
2004
- 1. miejsce w mistrzostwach Szwajcarii juniorów (jazda ind. na czas)

2005
- 1. miejsce w mistrzostwach Szwajcarii do lat 23 (jazda ind. na czas)

2006
- 1. miejsce w mistrzostwach Szwajcarii do lat 23 (jazda ind. na czas)

2007
- 3. miejsce w Sachsen-Tour

2013
- 1. miejsce w mistrzostwach Szwajcarii (start wspólny)

2016
- 2. miejsce w Tour des Fjords

2018
- 3. miejsce w mistrzostwach Szwajcarii (start wspólny)

## Starty w Wielkich Tourach
| Grand Tour | 2009 | 2010 | 2011 | 2012 | 2013 | 2014 | 2015 | 2016 | 2017 | 2018 | 2019 | 2020 | 2021 |
| ---------- | ---- | ---- | ---- | ---- | ---- | ---- | ---- | ---- | ---- | ---- | ---- | ---- | ---- |
| Giro       | -    | 99.  | -    | -    | -    | -    | -    | -    | -    | -    | -    | -    | -    |
| Tour       | -    | -    | 103. | 49.  | DNF  | 43.  | 56.  | 76.  | 72.  | 90.  | 70.  | 69.  | 58.  |
| Vuelta     | 110. | -    | -    | -    | -    | -    | -    | -    | -    | -    | -    | -    | -    |

## Rankingi
| Rok              | 2005 | 2006 | 2007 | 2008 | 2009 | 2010 | 2011 | 2012 | 2013 | 2014 | 2015 | 2016 | 2017  | 2018 | 2019 | 2020  | 2021 | 2022 | 2023  |
| ---------------- | ---- | ---- | ---- | ---- | ---- | ---- | ---- | ---- | ---- | ---- | ---- | ---- | ----- | ---- | ---- | ----- | ---- | ---- | ----- |
| UCI World Tour   |      |      |      |      |      |      | -    | -    | -    | -    | -    | -    | 237.  | 187. |      |       |      |      |       |
| World Ranking    |      |      |      |      |      |      |      |      |      |      |      | 344. | 842.  | 435. | 802. | 1158. | 847. | 838. | 1589. |
| UCI Europe Tour  | 940. | -    |      |      |      | -    |      |      |      |      |      | 394. | 1856. | 523. | 585. | 896.  | 652. | 624. | -     |
| UCI Asia Tour    | -    | -    |      |      |      | -    |      |      |      |      |      | 150. | 405.  | 618. |      |       |      |      |       |
| UCI America Tour | -    | -    |      |      |      | -    |      |      |      |      |      | 504. | -     | -    |      |       |      |      |       |
|                  |      |      |      |      |      |      |      |      |      |      |      |      |       |      |      |       |      |      |       |
| Źródło: UCI      |      |      |      |      |      |      |      |      |      |      |      |      |       |      |      |       |      |      |       |